# Ipomopsis aggregata
Ipomopsis aggregata är en blågullsväxtart som först beskrevs av Frederick Traugott Pursh, och fick sitt nu gällande namn av V. Grant. Ipomopsis aggregata ingår i släktet Ipomopsis och familjen blågullsväxter.

## Underarter
Arten delas in i följande underarter:
- I. a. aggregata
- I. a. attenuata
- I. a. bridgesii
- I. a. candida
- I. a. carmenensis
- I. a. collina
- I. a. formosissima
- I. a. weberi
- I. a. maculata

## Bildgalleri

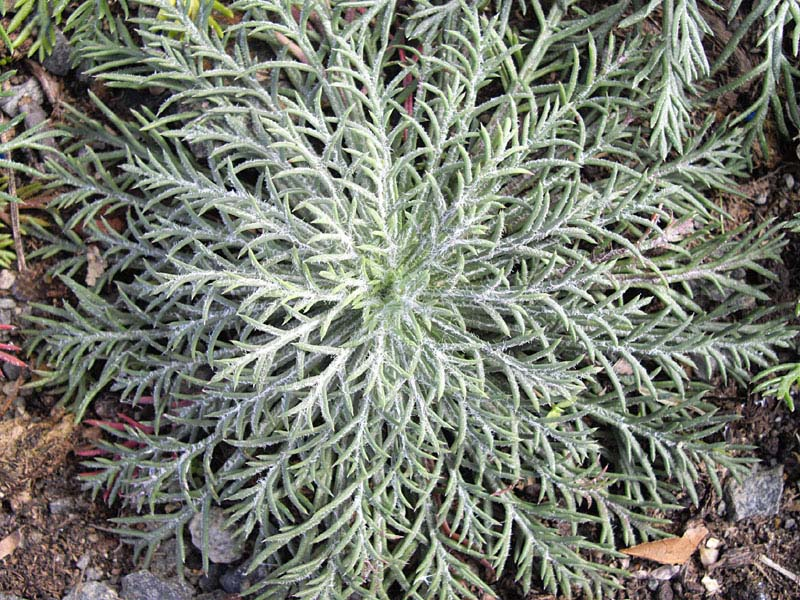
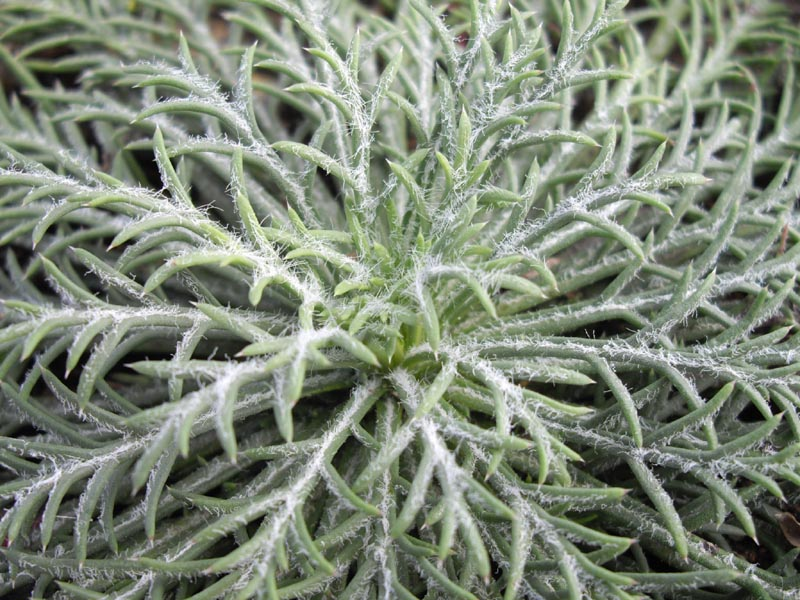
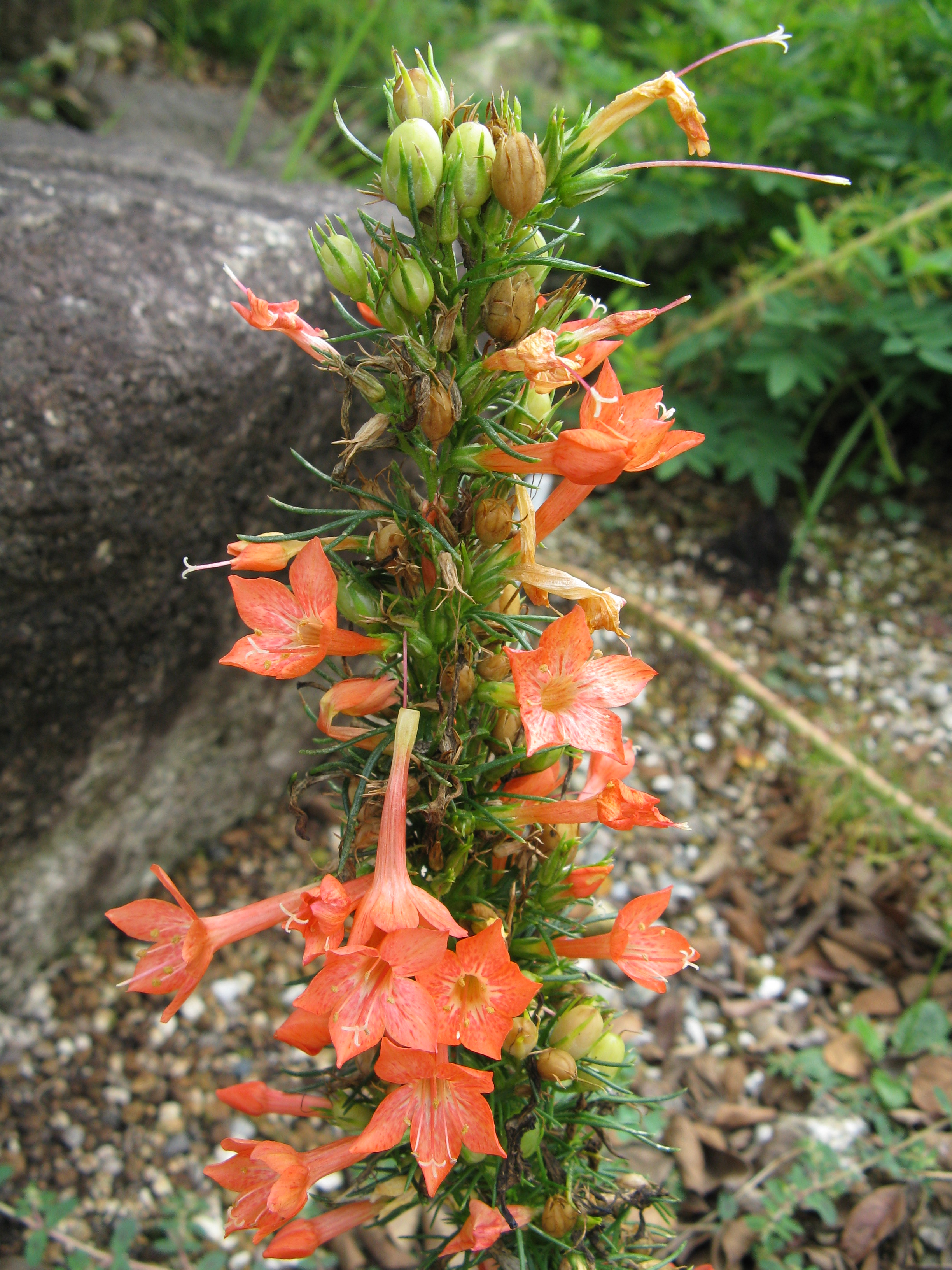
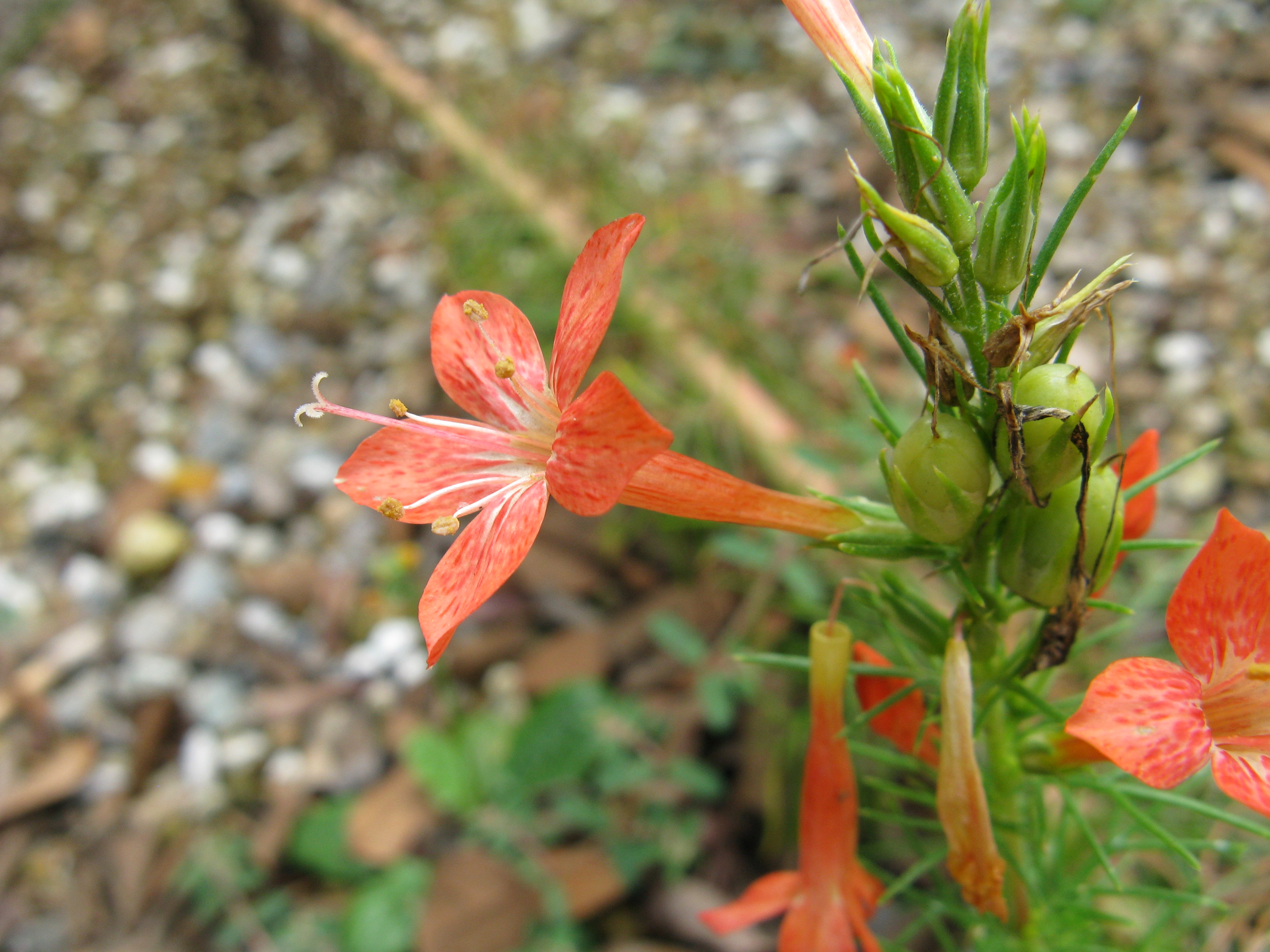
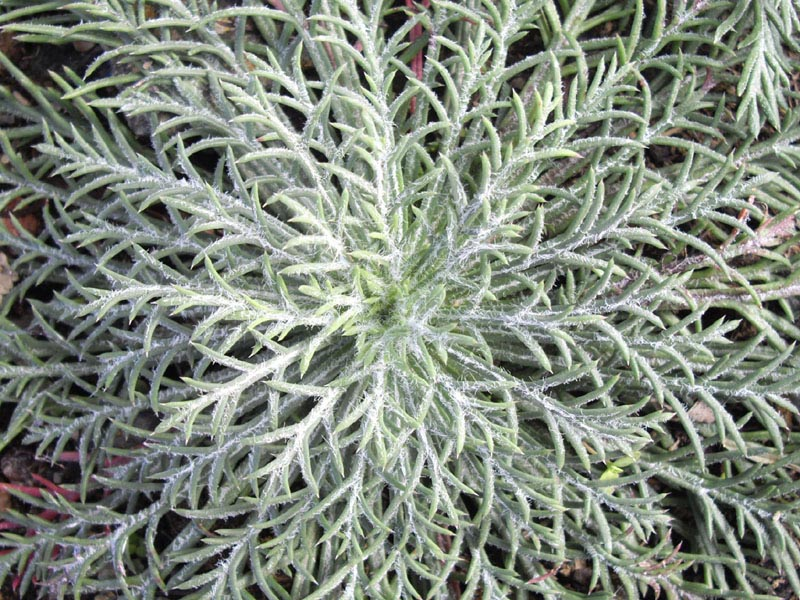
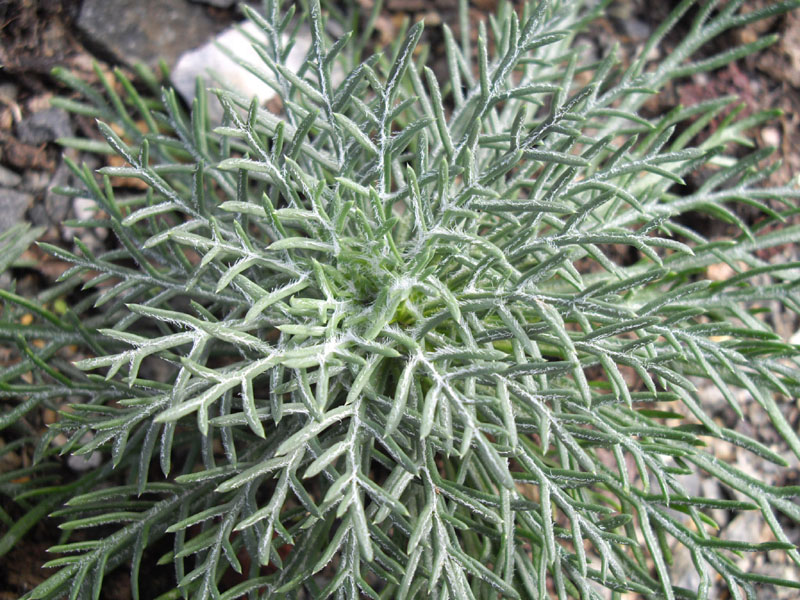